# Oskar Wilhelm Koch
Oskar Wilhelm Koch (* 9. Juni 1907 in Langenscheid; † nach 1976) war ein „Alter Kämpfer“ der NSDAP und war für diese als Kreisleiter tätig.

## Leben
Oskar Koch besuchte von 1914 bis 1921 die Volksschule in Langenscheid. Auf Grund einer Erkrankung an Wasserharnruhr wurde er zwei Jahre freigestellt. 1921 nahm er eine Lehre zum Kaufmann an, brach diese jedoch 1922 ab. Er besuchte anschließend die Zimmermann’sche Handelsschule in Koblenz. Zunächst als Monarchist in der Bismarckjugend aktiv, beteiligte er sich 1923 an der Niederwerfung von Separatistenaufständen in Koblenz, Diez und Limburg an der Lahn. Von Mai 1923 bis 1925 lehrte er in der Marmorindustrie und fand alsbald eine Anstellung als kaufmännischer Angestellter. Dort wurde er erneut politisiert und trat dem Bund Oberland bei. Kurz nach dem Eintritt in die NSDAP zum 1. November 1929 (Mitgliedsnummer 169.009) wurde er auf Grund der Weltwirtschaftskrise entlassen und war seitdem für die Partei tätig.
Von 1929 bis 1932 war er Mitglied der SA. 1930 wurde er Leiter des Ortsgruppenverbandes von Langenscheid und war als Gauredner aktiv. 1932 wurde er hauptamtlicher Kreisleiter des Unterwaldkreises. Am 15. April 1932 trat er der SS bei (SS-Nr. 39.671) und gründete einen 17 Mann starken SS-Trupp in Höhr, den er bis zur „Machtergreifung“ leitete. Danach wurde er Kreisdeputierter und Erster Vorsitzender des Landratsamts in Montabaur. Auf sein Betreiben hin wurde der amtierende Landrat Collet entlassen, der anschließend tödlich verunglückte.
Von 1933 bis März 1934 war er Führer des Oberbanns II der Hitlerjugend. Im März 1934 erkrankte er jedoch infolge von Arbeitsüberlastung und erholte sich im Schwarzwald. Anschließend besuchte er von 1934 bis 1935 die Deutsche Hochschule für Politik und schloss mit Diplom ab. Für zwei Monate vertrat er den Kreisleiter von Büdingen, anschließend war er als Bannführer des HJ-Bannes 80 in Wiesbaden tätig. 1937 wurde er zum Kreisleiter von Worms ernannt. Während dieser Zeit schrieb er für die SS Berichte zum Vierjahresplan, in denen er auf Misswirtschaft in Worms hinwies. Von 1940 bis 1941 war er Soldat und wurde als Gefreiter bei der Artillerie und der Luftwaffe in Allenstein eingesetzt, jedoch wegen seiner Erkrankung UK gestellt.
1937 wurde er zum SS-Untersturmführer ernannt und leitete die 79. Standarte sowie zeitweise die 33. Standarte. Am 26. Oktober 1941 wurde er Kreisleiter des Untertaunuskreises mit Sitz in Bad Schwalbach. Am 30. Januar 1943 bekam er das Goldene Parteiabzeichen der NSDAP verliehen. Er wurde damit für seine Verdienste um die saarländische Rückgliederung geehrt und zum SS-Obersturmführer befördert.
Gegen Kriegsende floh Koch nach Niederösterreich und engagierte sich bis zuletzt im Volkssturm. Am 9. Mai 1945 geriet er in Kriegsgefangenschaft. Vor einem amerikanischen Militärgericht wurde er während der Dachauer Prozesse in einem „Fliegerprozess“ als Kriegsverbrecher angeklagt und zu einer zehnjährigen Freiheitsstrafe verurteilt. Ab dem 4. Oktober 1947 verbüßte er diese im War Criminal Prison in Landsberg am Lech. Am 21. Dezember 1951 wurde er dort wegen guter Führung entlassen. Im Entnazifizierungsverfahren wurde er 1952 als Mitläufer eingestuft.
Seine Hafterfahrungen verarbeitete Koch 1974 in dem Buch Dachau – Landsberg : Justizmord oder Mordjustiz? und 1976 im Nachfolgeband Dachau – Landsberg : Amerikas Schande.

## Schriften
- Dachau/Landsberg. Bd. 1: Justizmord – oder Mord-Justiz. ReFO Druck + Verlag, Witten 1974.
- Dachau/Landsberg. Bd. 2: Amerikas Schande. ReFO Druck + Verlag, Witten 1976.